# C-blossom case729
『C-blossom case729』（シー・ブロッサム ケース729）は、原作・福井晴敏、作画・霜月かよ子による日本の漫画作品。

## 概要
『別冊フレンド増刊』（講談社）にて2005年に連載されていた。単行本は全2巻、文庫版全1巻。文庫版は『6ステイン』文庫版の発売に合わせて出版されたため、通常より文庫化が早かった。『6ステイン』文庫版の表紙も霜月が担当しており、対になる図柄になっている。また、講談社漫画文庫からではなく、講談社文庫から発行されている。
原作者の福井の「漫画の原作を書きたい」という言葉が人伝に『別冊フレンド』の編集長に伝わり、少女誌での連載となった。
時系列としては、『亡国のイージス』の前、『6ステイン』収録の「920を待ちながら」の2か月後。

## あらすじ
防衛庁職員だった父が公金横領罪で逮捕され、居場所を失った香奈は、山奥の全寮制の女子校へ転校した。2か月後、美術の教育実習生として如月行がやって来る。
「消えてしまいたい」という香奈を連れて行は逃げる。しかし実は行は香奈の父親に真相を自白されては困る横領の黒幕に命令されて香奈を拉致しに来た偽物だった。香奈の父親はただ操られていただけだったのだ。
危うく命を奪われそうなところへ、本物の如月行が現れる……。

## 登場人物
松宮 香奈（まつみや かな）
短編集『6ステイン』の「920を待ちながら」に登場した松宮 直行の娘。防衛庁に勤めていた父親が公金横領の疑いで逮捕され、友人をなくし、山奥の女子校へ転校してくる。母親は香奈を置いて実家へ帰ってしまった。
如月 行（きさらぎ こう）
防衛庁情報局（DAIS）工作員。No.729。寡黙にひたすら任務をこなす。
東谷 芳樹（とうや よしき）
教育実習生・如月行の名で香奈に近付く。No.969。行とはDAIS訓練キャンプ時代の仲間。全てに置いて行に勝つことが出来ず、ライバル視し倒そうとする。
高木（たかぎ）
防衛庁情報局員。行と東谷の教官だった。
渥美（あつみ）
防衛庁情報局員。内事本部長。

## 書籍情報

### 単行本
- 福井晴敏（原作）・霜月かよ子（作画）『C-blossom case729』講談社〈講談社コミックス別冊フレンド〉全2巻
  1. 2005年7月13日発売、ISBN 978-4-06-372040-2[3]
  2. 2005年12月13日発売、ISBN 978-4-06-372112-6[4]

### 文庫
- 福井晴敏（原作）・霜月かよ子（作画）『C-blossom case729』講談社〈講談社文庫〉全1巻、2007年4月13日発売、ISBN 978-4-06-275710-2[5]